# Scarlet Knight
Singles de Nana Mizuki
Silent Bible
(2010) Pop Master
(2011)
Scarlet Knight est le 23e single de la chanteuse et seiyū japonaise Nana Mizuki sorti le 13 avril 2011 sous le label King Records, soit le même jour que son 24e single, Pop Master. C'est le premier single dans sa discographie qui ne contient que deux chansons comme Pop Master. Il arrive 2e à l'Oricon. Il se vend à 55 366 exemplaires la première semaine et reste classé 16 semaines pour un total de 85 809 exemplaires vendus.
Scarlet Knight a été utilisé comme thème d'ouverture pour l'anime Dog Days, et comme thème de fermeture des émissions Onegai Ranking et Love Chu! Chu! en avril 2011. Hight-Stepper a été utilisé comme thème de fermeture de l'émission Ousama no Brunch d'avril à mai 2011. Scarlet Knight se trouve sur la compilation The Museum II.

## Clip
- Si vous ne connaissez pas le sujet, laissez ce bandeau (vous pouvez alors contacter les auteurs).
- Si vous supprimez le contenu mis en cause (vous pouvez préalablement contacter les auteurs),

argumentez précisément cette suppression dans la page de discussion
(un manque de référence n'est pas un argument ; une recherche réelle de référence doit avoir été effectuée, être formellement documentée).
Le clip de Scarlet Knight, sorti le 28 mars, quelque temps après l'audio rip de la chanson, est un clip quelque peu épique et chevaleresque. Tout commence dans un lieu qui ressemble à une sorte de couvent moyenâgeux, au centre, suspendu au plafond : une énorme cloche qui s'anime peu à peu. Et enfin, Nana apparait vêtu d'une robe rouge écarlate entouré de nones jouant du violon ou priant. D'un autre côté, on trouve une autre Nana, vêtue comme une bonne sœur : toge blanche, croix au cou et priant. Cette dernière trouve un casque de chevalier près d'une cheminée tandis que l'autre continue de chanter. Ce casque semble lui donner espoir. Le soleil illumine alors la petite salle et les nones se tournent vers lui : comme s'il était une bénédiction du ciel. Finalement, la Nana rouge et la Nana blanche semblent se reconnaître, puis celle vêtue de rouge dégaine une épée. La salle finit, vide. Ces deux personnes étant en fait une seule et même femme sous ses deux faces : l'innocente et naïve jeune fille et la guerrière pleine de vie.
En réalité, ce clip est un clin d'œil et résumé d'ailleurs très bien la vie de Jeanne d'Arc[réf. nécessaire], autant dans les paroles que dans sa conception. Par exemple, "Michibiite boku no Endless Light" (soit "Guide moi lumière sans fin"), désigne le fait que Jeanne d'Arc était quelqu'un de très pieux[réf. nécessaire]. La lumière du soleil que voit les nones comme un signe de ciel représente le fait qu'elle est entendu des voix[réf. nécessaire]. La Nana blanche représente le côté innocent qu'on doute les femmes (y compris Jeanne d'Arc. La prise de l'épée représente le fait qu'elle est choisi de croire en cette voix pour sauver les siens et utiliser la force.

## Liste des titres
| 1. | Scarlet Knight (SCARLET KNIGHT (lit. Chevalier écarlate) | 4:11 |
| 2. | Hight-Stepper (HIGH-STEPPER)                             | 4:01 |

Auteurs : les paroles de la première chanson sont écrites par Chokkyu Murano et celle de la deuxième par SAYURI. La musique et les arrangements de la première chanson sont faits par Hitoshi Fujima (Elements Garden) et ceux de la deuxième par Shinya Saito.